# 43 Ariadna
43 Ariadna (mednarodno ime 43 Ariadne, starogrško starogrško Ἀριάδνη: Ariádne) je velik asteroid v glavnem asteroidnem pasu. Je največji kamniti asteroid (asteroid tipa S). Pripada asteroidni družini Flora v kateri je drugi največji asteroid.

## Odkritje
Ariadno je odkril Norman Robert Pogson 15. aprila 1857. Poimenovan je po Ariadni, herojinji iz grške mitologije.

## Lastnosti
Asteroid Ariadna je zelo podolgovat asteroid in izgleda kot da je sestavljen iz dveh delov,  Ariadna je telo, ki se vrti retrogradno. Os vrtenja kaže proti ekliptičnima koordinatama (β, λ) = (-15°, 235°) (napaka je približno 10°). Naklon osi vrtenja je okoli 105°.